# Tobias Hempel
Tobias Hempel (* 20. Februar 1738 in Neuschönfels; † 29. Oktober 1820 in Zwickau) war ein Zwickauer Rechtsanwalt, Ratsherr, Stadtvogt und Bürgermeister.

## Leben
Tobias Hempel wurde im Februar 1738 in Neuschönfels als Sohn des Rittergutspächters Hempel zu Neuschönfels geboren. Er studierte nach dem Schulbesuch Rechtswissenschaften und wurde Advokat. 1767 wurde Hempel Mitglied des Stadtrates zu Zwickau, 1777 schließlich Ratsherr und Stadtvogt. 1788 wurde er vom Stadtrat zum Bürgermeister ernannt.
Hempel war ab 1801 aller zwei Jahre im Amt des regierenden Bürgermeisters von Zwickau, so 1801, 1803, 1805, 1807, 1809, 1811, 1813, 1815, 1817 und 1819. Einen Großteil seiner Amtsperiode als regierender Bürgermeister arbeitete er an der Seite von Carl Wilhelm Ferber, zuletzt auch mit Christian Gottlieb Haugk. In seiner Zeit als Bürgermeister errichtete er eine Stiftung von 1.500 Talern für das Gymnasium in Zwickau ein und vermachte der Schule in seinem Testament auch einen Teil seiner privaten Bibliothek, unter anderem mit wertvollen Klassikerausgaben, die das Gymnasium 1821 erhielt. Nach seinem am 20. Oktober 1820 in Zwickau erfolgten Tod wurde Hempel in der Familiengruft in Schönfels begraben.

## Familie
Tobias Hempel war zwei Mal verheiratet. Seine zweite Ehefrau war Johanne Henriette Caroline von Wehlen (* 13. Januar 1743) aus dem Hause Sornitz, die Witwe des Rittergutsbesitzers auf Planitz und Voigtsgrün, Hans Christoph von Arnim (1736–1772). Die Tochter aus der Ehe von Tobias und Johanne Henriette Caroline Hempel, Johanne Juliane Hempel (* 9. Februar 1774 in Zwickau) heiratete am 29. März 1797 in der Dresdner Kreuzkirche den sächsischen Generalstabsarzt und Professor Christoph Eusebius Raschig (1766–1827).